# Цибальчен
Цибальче́н (исп. Dzibalchén) — посёлок в Мексике, в штате Кампече, входит в состав муниципалитета Хопельчен. Численность населения, по данным переписи 2020 года, составила 2387 человек.

## Общие сведения
Название Dzibalchén с языка майя можно перевести как: колодец с фильтрованной водой.
Поселение было основано в 1805 году как асьенда.
В 1848 году во время юкатанской войны рас, поселение было атаковано индейцами, которые разрушили местную церковь.
В 1871 году, родившийся здесь Леокадио Преве, построил участок дороги из Цибальчена в Хопельчен.
В 1903 году местных жителей обучают методам сбора чикла, и начинается его промышленный сбор.
В 1924 году в Цибальчене запускается первая электростанция.
В 1932 году начинает работать небольшой аэродром.

## Население
| Год  | Численность | Численность |
| ---- | ----------- | ----------- |
| 2000 | 2273        | [ 6 ]       |
| 2005 | 2302        | [ 7 ]       |
| 2010 | 2340        | [ 8 ]       |
| 2020 | 2387        | [ 9 ]       |